# Sette tesori
Nel Buddismo i Sette Tesori (sanscrito: sapta ratna; tibetano: Dzö dün, Wylie: mdzod-bdun; cinese: 七寶, qībǎo; giapponese: 七宝 shichi-ho o shippo; coreano: 칠보, ch'ilbo; vietnamita: thất bảo) sono un insieme di sette valori spirituali dell'individuo e, contemporaneamente, un elenco di sette gioielli che li rappresentano.

## Fonti
- La più antica citazione dei Sette tesori ricorre nel Sutta Piṭaka del Tripitaka: Anguttara Nikaya 7.6, Dhana Sutta:

Questi, monaci, sono i sette tesori: il tesoro della convinzione, il tesoro della virtù,
il tesoro della coscienza, il tesoro dell'altruismo, il tesoro dell'ascolto, il tesoro della
generosità e il tesoro della saggezza come settimo tesoro.
Chiunque, uomo o donna, abbia questi tesori non viene detto povero, né che abbia vissuto invano.
Quindi convinzione, virtù, sicurezza e visione del Dharma devono essere coltivati dal
saggio, ricordando le istruzioni del Buddha.
- Nel Sutra del Diamante che Recide l'Illusione, capitolo 9:

Se una donna o un uomo riempiono con i sette tesori tanti universi quanti sono i grani di sabbia di quei fiumi Gange e li dessero come dono ai Tathāgata, agli arhat e ai pienamente illuminati: che ne penseresti Subhuti? Quella donna o uomo rafforzerebbero i loro meriti?
- Nel Sutra del Loto, capitolo undicesimo, si narra dell'apparizione in cielo dello stupa del Buddha Prabūtaratna, coperto da migliaia di ghirlande di gioielli formati dai "sette tesori" indicati nella traduzione in lingua cinese di Kumārajīva in: oro, argento, lapislazzuli, madreperla, agata, perla e cornalina. Nella più recente versione in lingua sanscrita rinvenuta nel Gilgit, questi "sette tesori" sono invece elencati in: oro, argento, berillo, corallo, smeraldo, corallo rosso, quarzo,

- Nel sutra Sukhāvatīvyūha, il sutra "breve" tra i sutra della Terra Pura, sono elencati i sette tesori che simbolicamente adornano la terra pura di Amitābha: oro, argento, lapislazuli, cristallo, madreperla, perle rosse e corniola.

## Elenchi di gioielli
I diversi gioielli elencati derivano da diverse traduzioni in cinese dei termini sanscriti impiegati, non sempre comprensibili ai traduttori, nonché alla diversità degli elenchi in sutra diversi. 
Schematizzando si possono elencare:
- suvarṇa: 金 oro (tesoro della convinzione)
- rūpya: 銀 argento (tesoro della virtù)
- vaiḍūrya: 琉璃 che potrebbe indicare sia l'acquamarina, che il berillo blu, il lapislazzuli o il turchese (tesoro della coscienza)
- sphaṭika: 珍珠, 琥珀 perle o ambra o cristallo (tesoro dell'altruismo)
- musāragalva: 硨磲 corallo bianco o agata (tesoro dell'ascolto)
- rohita-muktā: 赤珠, 珊瑚 perle rosse o corallo o rubini (tesoro della generosità)
- aśmagarbha 瑪瑙 紅玉corniola o ambra o smeraldo o agata (tesoro della saggezza)

Nelle varie traduzioni cinesi, avvenute dal periodo dei tre regni alla dinastia Tang, i due elementi iniziali rimasero fissi (oro, argento); il lapislazzuli fu spesso sostituito da un suo equivalente cromatico così come il cristallo col quarzo. Il corallo bianco fu invece talvolta preso per agata o giada. Maggiore variabilità tra gli ultimi due elementi: il penultimo scelto tra elementi rossi: rubini, corallo, perle rosse, l'ultimo tra varie materie preziose: perle, ambra, giada.

## Tesori delchakravartin
Il chakravartin, sovrano assoluto nel Buddismo, Giainismo e Induismo, viene associato anch'esso a sette tesori:
- la ruota d'oro
- elefanti
- cavalli
- perle
- un abile ministro
- una moglie retta
- generali leali

Nell'iconografia tibetana questi vengono spesso rappresentati, sotto forma di simboli, come offerte poste davanti a bodhisattva o a un lama.

## Interpretazione di Nichiren
Per Nichiren i vari gioielli, presi dall'elenco del Sutra del Loto anziché dal Sutra Sukhāvatīvyūha, sono associati a virtù diverse rispetto a quelle elencate dal Buddha Gautama. Ovvero:
- udire l'insegnamento corretto
- crederci
- mantenere fede ai precetti
- meditare
- praticare assiduamente
- rinunciare agli attaccamenti
- riflettere sul sé